# Vaucogne
Vaucogne ist eine französische Gemeinde mit 71 Einwohnern (Stand 1. Januar 2022) im Département Aube in der Region Grand Est (vor 2016 Champagne-Ardenne); sie gehört zum Arrondissement Troyes und zum Kanton Arcis-sur-Aube.

## Geografie
Vaucogne liegt etwa 33 Kilometer nordnordöstlich von Troyes. Umgeben wird Vaucogne von den Nachbargemeinden Isle-Aubigny im Westen und Norden, Dampierre im Norden und Nordosten, Jasseines im Osten und Südosten, Dommartin-le-Coq und Morembert im Süden sowie Ramerupt im Westen.

## Bevölkerungsentwicklung
| Jahr                       | 1962 | 1968 | 1975 | 1982 | 1990 | 1999 | 2006 | 2011 | 2019 |
| Einwohner                  | 71   | 69   | 60   | 55   | 68   | 65   | 78   | 76   | 76   |
| Quellen: Cassini und INSEE |      |      |      |      |      |      |      |      |      |

## Sehenswürdigkeiten
- Kirche Saint-Antoine aus dem 16. Jahrhundert